# Biserica „Sfântul Nicolai” din Sireți
Biserica „Sf. Nicolai” cu stele funerare este o biserică amplasată în Sireți, raionul Strășeni, Republica Moldova. Este un monument arhitectural de importanță națională inclus în Registrul monumentelor Republicii Moldova ocrotite de stat cu nr. 1418 (raionul Strășeni). Datează de la înc. sec. XIX.